# Oslofältet
Oslofältet är en långsträckt, från mynningarna av Oslofjorden och Langesundsfjorden i söder till Mjøsa i norr gående gravsänka, skapad under yngre karbon och perm för cirka 250 - 295 miljoner år sedan.
Mot omgivande urberg begränsas den av förkastningar med upp till 2.000-3.000 meters språnghöjd och består av i den bildade sprickan influtna magmatiska bergarter, främst djupbergarter som granit, syenit, monzonit och gabbro. Av de mer speciella bergarterna märks larvikiten, som är en populär prydnadssten. Oslofältet har sedan åter spruckit upp och genomkorsats av andra avlagringar, ofta av vulkaniska bergarter som rombporfyr eller av diabas. Den magmatiska aktiviteten i området skapade ringformiga instörtningar av berggrunden så kallade cauldrons. I förkastningarna har även sedimentära bergarter som annars av inlandsisen sopats bort från övriga områden bevarats, främst från kambrium, ordovicium, silur och perm.